# Liste der Bodendenkmäler in Unterreit
Auf dieser Seite sind die Bodendenkmäler in der oberbayerischen Gemeinde Unterreit zusammengestellt. Diese Tabelle ist eine Teilliste der Liste der Bodendenkmäler in Bayern. Grundlage ist die Bayerische Denkmalliste, die auf Basis des Bayerischen Denkmalschutzgesetzes vom 1. Oktober 1973 erstmals erstellt wurde und seither durch das Bayerische Landesamt für Denkmalpflege geführt wird. Die folgenden Angaben ersetzen nicht die rechtsverbindliche Auskunft der Denkmalschutzbehörde.

## Bodendenkmäler der Gemeinde Unterreit

### Bodendenkmäler in der Gemarkung Elsbeth
| Lage               | Objekt | Akten-Nr.     | Bild |
| ------------------ | --- | ------------- | ---- |
| Elsbeth (Standort) | Grabhügel vorgeschichtlicher Zeitstellung. | D-1-7839-0027 |      |
| Elsbeth (Standort) | Siedlung der römischen Kaiserzeit. | D-1-7839-0028 |      |
| Elsbeth (Standort) | Untertägige spätmittelalterliche und frühneuzeitliche Befunde im Bereich der Katholischen Filialkirche St. Elisabeth in Elsbeth. Siehe auch: St. Elisabeth (Elsbeth) | D-1-7839-0103 |      |
| Elsbeth (Standort) | Verebneter Grabhügel vorgeschichtlicher Zeitstellung. | D-1-7840-0041 |      |
| Elsbeth (Standort) | Untertägige spätmittelalterliche und frühneuzeitliche Befunde im Bereich der Katholischen Filialkirche St. Ägidius in Unterreit. Siehe auch: St. Ägidius (Unterreit) | D-1-7840-0213 |      |

### Bodendenkmäler in der Gemarkung Grünthal
| Lage                | Objekt | Akten-Nr.     | Bild |
| ------------------- | --- | ------------- | ---- |
| Grünthal (Standort) | Untertägige mittelalterliche und frühneuzeitliche Befunde im Bereich der Katholischen Pfarrkirche St. Andreas in Grünthal und ihrer Vorgängerbauten. Siehe auch: St. Andreas (Grünthal)                                   | D-1-7840-0056 |      |
| Grünthal (Standort) | Untertägige spätmittelalterliche und frühneuzeitliche Befunde im Bereich der Katholischen Filialkirche St. Viktor und Corona in Unterzarnham mit aufgelassenem Friedhof. Siehe auch: St. Viktor und Corona (Unterzarnham) | D-1-7840-0215 |      |

### Bodendenkmäler in der Gemarkung Wang
| Lage            | Objekt | Akten-Nr.     | Bild |
| --------------- | --- | ------------- | ---- |
| Wang (Standort) | Siedlung vor- und frühgeschichtlicher Zeitstellung. | D-1-7839-0033 |      |
| Wang (Standort) | Untertägige mittelalterliche und frühneuzeitliche Befunde im Bereich der Katholischen Pfarrkirche St. Georg in Wang und ihrer Vorgängerbauten. Siehe auch: St. Georg (Wang) | D-1-7839-0102 |      |